# Amra Choluim Chille
Pour les articles homonymes, voir Amra.
L'Amra Choluim Chille, (l'éloge de Columcille) attribué à Dallan Forgaill, est l'un des plus anciens poèmes irlandais.  

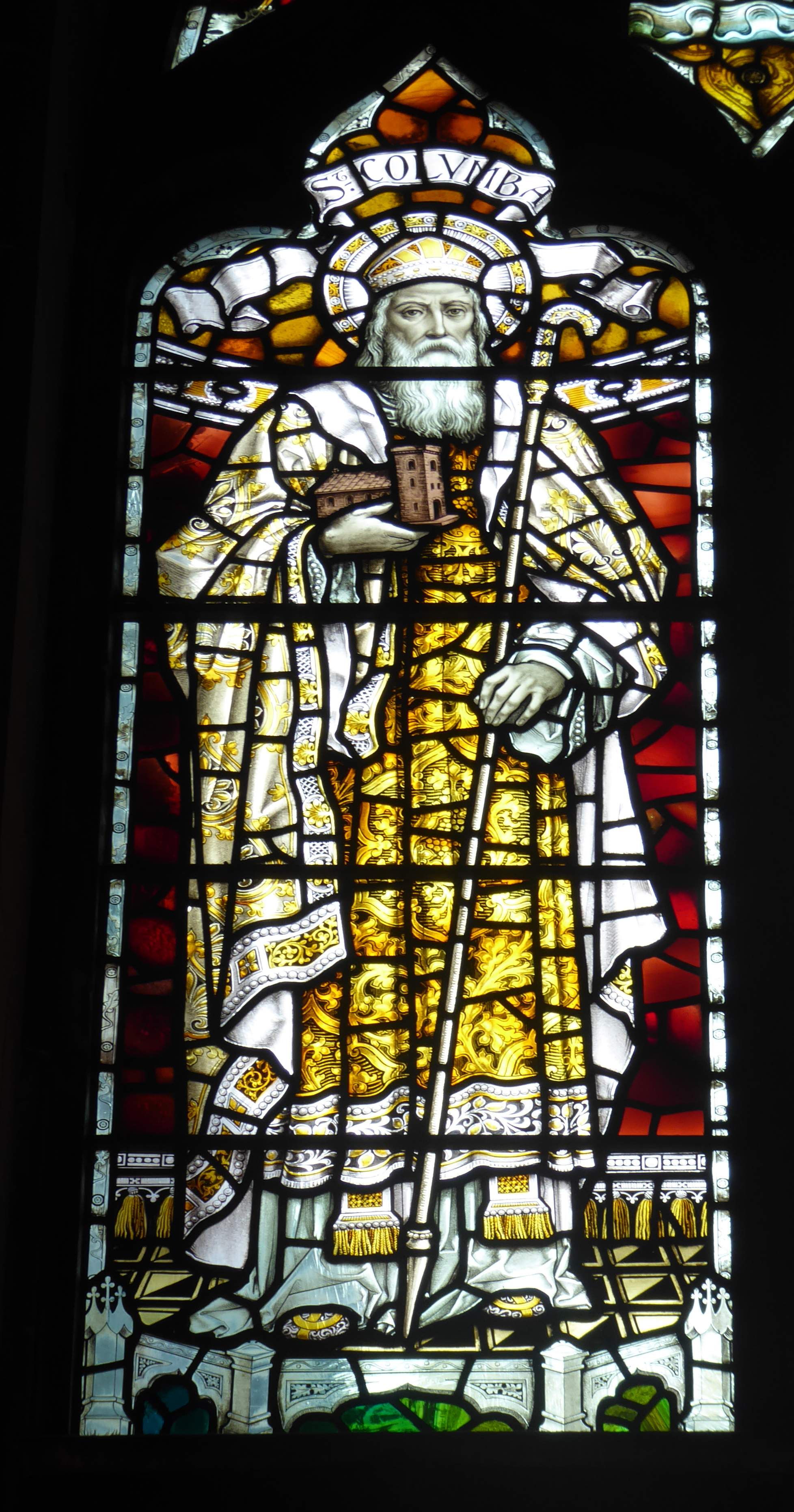
Saint Columba sur un vitrail de la cathédrale saint Giles, à Édimbourg.

Il est conservé dans le Liber hymnorum (panégyrique en vers du grand saint fondateur de monastères, Columcille ou Colomba). Ce poème atteste de la gratitude portée à saint Colomba par l'ordre des poètes (ou filid) qu'il avait défendus à l'assemblée de Druim Ceta en 575 contre l'accusation d'abuser de leurs privilèges. Ce poème est rythmique.